# Kashihara, Nara
Kashihara (橿原市 Kashihara-shi) là một thành phố thuộc tỉnh Nara, Nhật Bản.